# Oakland, Maine
Oakland är en kommun i Kennebec County i delstaten Maine, USA.